# Arthronemina curtilamellata
Arthronemina curtilamellata är en tvåvingeart som först beskrevs av Lindner 1966.  Arthronemina curtilamellata ingår i släktet Arthronemina och familjen vapenflugor.
Artens utbredningsområde är Madagaskar. Inga underarter finns listade i Catalogue of Life.